# Coraín
Coraín es una aldea que pertenece a la parroquia de Abamia en el concejo de Cangas de Onís (Principado de Asturias). Se encuentra a 120 m s. n. m. y está situada a 5,50 km de la capital del concejo, Cangas de Onís. 

## Población
En 2020 contaba con una población de 7 habitantes (INE 2020) repartidos en un total de 5 viviendas.